# Arondismentul Autun
Arondismentul Autun (în franceză Arrondissement d'Autun) este un arondisment din departamentul Saône-et-Loire, regiunea Bourgogne, Franța.

## Subdiviziuni

### Cantoane
- Cantonul Autun-Nord
- Cantonul Autun-Sud
- Cantonul Couches
- Cantonul Le Creusot-Est
- Cantonul Le Creusot-Ouest
- Cantonul Épinac
- Cantonul Issy-l'Évêque
- Cantonul Lucenay-l'Évêque
- Cantonul Mesvres
- Cantonul Montcenis
- Cantonul Saint-Léger-sous-Beuvray

### Comune
| 1. Anost (71009)                      | 2. Antully (71010)                    | 3. Autun (71014)                    | 4. Auxy (71015)                          |
| 5. Barnay (71020)                     | 6. Les Bizots (71038)                 | 7. Blanzy (71040)                   | 8. La Boulaye (71046)                    |
| 9. Le Breuil (71059)                  | 10. Brion (71062)                     | 11. Broye (71063)                   | 12. La Celle-en-Morvan (71509)           |
| 13. Change (71085)                    | 14. La Chapelle-sous-Uchon (71096)    | 15. Charbonnat (71098)              | 16. Charmoy (71103)                      |
| 17. Cheilly-lès-Maranges (71122)      | 18. Chissey-en-Morvan (71129)         | 19. Collonge-la-Madeleine (71140)   | 20. La Comelle (71142)                   |
| 21. Cordesse (71144)                  | 22. Couches (71149)                   | 23. Cressy-sur-Somme (71152)        | 24. Le Creusot (71153)                   |
| 25. Créot (71151)                     | 26. Curgy (71162)                     | 27. Cussy-en-Morvan (71165)         | 28. Cuzy (71166)                         |
| 29. Dettey (71172)                    | 30. Dezize-lès-Maranges (71174)       | 31. Dracy-Saint-Loup (71184)        | 32. Dracy-lès-Couches (71183)            |
| 33. Essertenne (71191)                | 34. La Grande-Verrière (71223)        | 35. Grury (71227)                   | 36. Igornay (71237)                      |
| 37. Issy-l'Évêque (71239)             | 38. Laizy (71251)                     | 39. Lucenay-l'Évêque (71266)        | 40. Marly-sous-Issy (71280)              |
| 41. Marmagne (71282)                  | 42. Mesvres (71297)                   | 43. Montcenis (71309)               | 44. Monthelon (71313)                    |
| 45. Montmort (71317)                  | 46. Morlet (71322)                    | 47. Paris-l'Hôpital (71343)         | 48. Perreuil (71347)                     |
| 49. La Petite-Verrière (71349)        | 50. Reclesne (71368)                  | 51. Roussillon-en-Morvan (71376)    | 52. Saint-Berain-sous-Sanvignes (71390)  |
| 53. Saint-Didier-sur-Arroux (71407)   | 54. Saint-Eugène (71411)              | 55. Saint-Firmin (71413)            | 56. Saint-Forgeot (71414)                |
| 57. Saint-Gervais-sur-Couches (71424) | 58. Saint-Jean-de-Trézy (71431)       | 59. Saint-Léger-du-Bois (71438)     | 60. Saint-Léger-sous-Beuvray (71440)     |
| 61. Saint-Martin-de-Commune (71450)   | 62. Saint-Maurice-lès-Couches (71464) | 63. Saint-Nizier-sur-Arroux (71466) | 64. Saint-Pierre-de-Varennes (71468)     |
| 65. Saint-Prix (71472)                | 66. Saint-Sernin-du-Bois (71479)      | 67. Saint-Sernin-du-Plain (71480)   | 68. Saint-Symphorien-de-Marmagne (71482) |
| 69. Saint-Émiland (71409)             | 70. Sainte-Radegonde (71474)          | 71. Saisy (71493)                   | 72. Sampigny-lès-Maranges (71496)        |
| 73. Sommant (71527)                   | 74. Sully (71530)                     | 75. La Tagnière (71531)             | 76. Tavernay (71535)                     |
| 77. Thil-sur-Arroux (71537)           | 78. Tintry (71539)                    | 79. Torcy (71540)                   | 80. Uchon (71551)                        |
| 81. Épertully (71188)                 | 82. Épinac (71190)                    | 83. Étang-sur-Arroux (71192)        |                                          |